# Erasmus Fröhlich
Erasmus Fröhlich (Graz, 2 ottobre 1700 – Vienna, 1758) è stato uno storico, numismatico e gesuita austriaco.

## Biografia

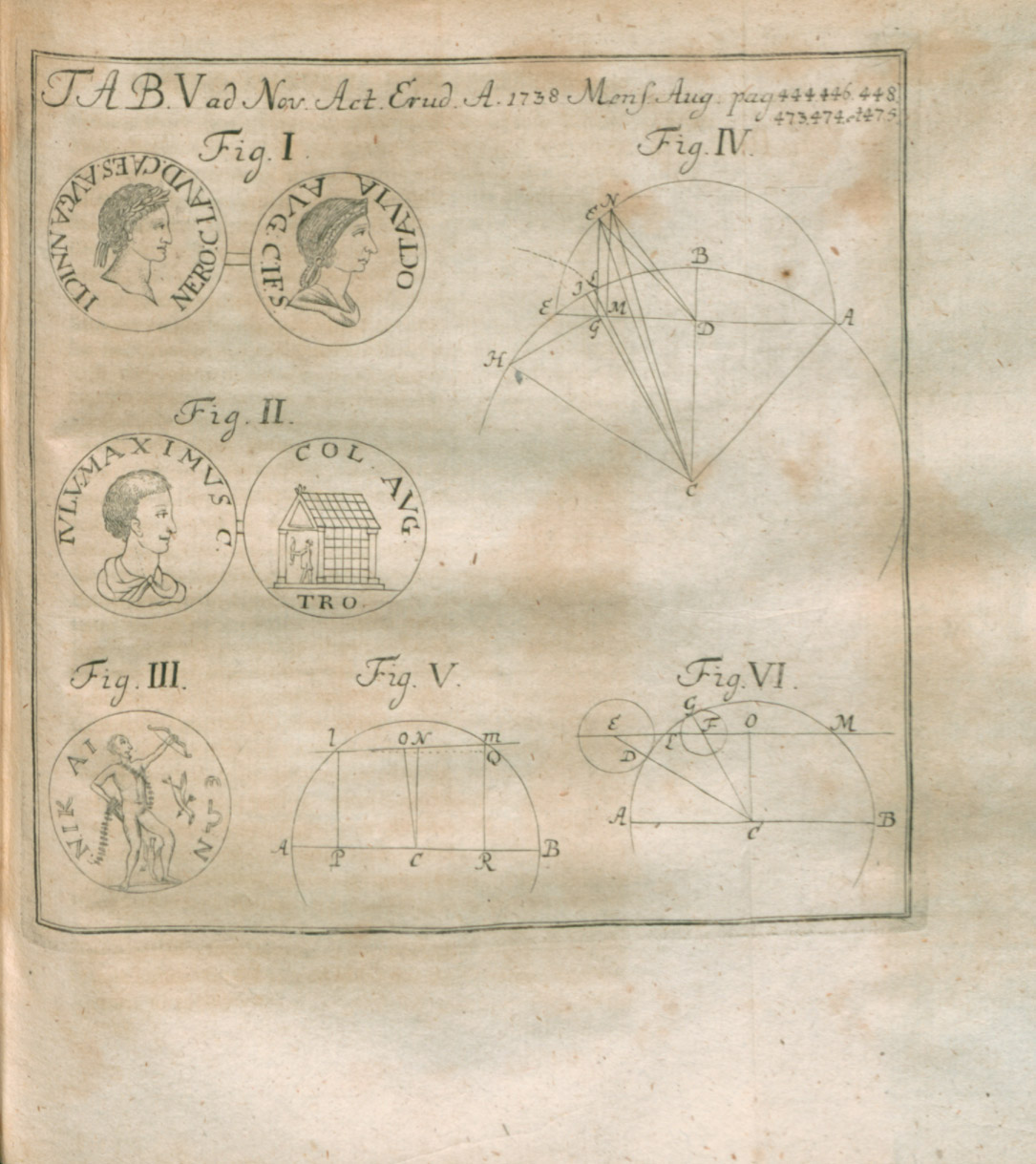
Sulla sinistra, illustrazione relativa alla recensione de Quatuor tentamina in re numaria vetere pubblicata sugli Acta Eruditorum del 1738

Frölich entrò nella compagnia del Gesù a 16 anni, studiò a Graz, Leoben e Vienna, e insegnò quindi matematica, storia e numismatica prima Klagenfurt e poi a Vienna. L'incoraggiamento agli studi numismatici gli venne da altri due gesuiti, P. Christian Edschlager che era stato missionario in Turchia e in Grecia, e lì ha raccolto le monete, e P. Karl Granelli, confessore di Maria Amalia d'Asburgo
Nel 1733–36 apparvero i suoi primi studi di numismatica, raccolti nel 1737 in un volume: „Quatuor tentamina in re nummaria vetere“. A questi seguirono altri due di contenuto simile accanto a uno che, in base a studi numismatici, chiariva alcuni punti della storia dei Seleucidi: „Annales compendiarii regum et rerum Syriae“ (1744). Questo lo coinvolse in una polemica con uno studioso di Lipsia, Gottlieb Wernsdorf.
I risultati eccezionali di Fröhlich come numismatico e storico attirarono l'attenzione dell'imperatrice Maria Teresa; fu chiamato al collegio appena fondato dall'imperatrice per i giovani della nobiltà (Theresianum) per l'insegnamento della storia, archeologia, diplomatica, araldica e greco e contemporaneamente fu nominato alla carica di bibliotecario dello stesso Theresianum.
In questo posizione prestigiosa proseguì i suoi studi numismatici; negli anni 1753–55 apparvero altri due lavori. 
Assieme a  P. Khell e Jamerai Duval, due correligionari gesuiti avviati da lui agli studi di numismatica, ad imitazione del catalogo della collezione del re di Francia, compilò il catalogo del gabinetto numismatico imperiale pubblicato in due volumi a Vienna nel 1755 con il titolo di "Numismata cimelii Austriaci Vindobonensis".
Allo stesso modo, diede significativi contributi per la storia dello stato e della chiesa austriaci in parte attraverso il proprio lavoro, in parte incoraggiando e promuovendo lavoro di altri. Rielaborò e pubblicò nel 1757 „Diplomataria sacra ducatus Styriae“ di un altro gesuita, Sigismund Pusch; spinti da lui, due giovani studiarono la storia del loro paese: il conte Rodolfo Coronini, che scrisse una storia di Gorizia e dell'Istria e György Pray, che lavorò sulla storia d'Ungheria.
Sotto la sua direzione sono state scritti diversi trattati minori sui giovani della nobiltà, che fanno riferimento ai dettagli della storia della nobiltà o del governo austriaci. Il suo correligionario Denis fu guidato da lui allo studio della bibliografia e alla storia della letteratura. Rimase in relazioni accademiche con van Swieten, con Gori a Firenze, con il marchese Savorgnano e Apostolo Zeno Venezia, con Barthélemy a Parigi. Con Hell si interesso anche di studi astronomici, e tradusse il testo di ottica di P. Castel in latino, che apparì assieme a  „De figura telluris“ nel 1743. Esistono anche altri lavori secondari, senza particolare significato che però fanno luce sulla versatilità dell'uomo; il merito del suo lavoro si deve cercare nelle aree in cui ha guadagnato una fama duratura. Il numismatico Eckhel lo ha riconosciuto con le parole che ha dedicato a lui nell'iscrizione tombale: „Hunc facta loquentur“. Il gabinetto imperiale di monete e antichità conserva un ritratto ad olio di Fröhlich.

## Opere
- Quatuor tentamina in re nummaria vetere, 1737 (4 voll.)
1) Dissertatio compendiaria de utilitate rei nummariae veteris
2) Appendicula ad nummos coloniarum Romanarum, a cl. Veillantio editos
3) Appendicula ad nummos urbium graece loquentium sub Augustis editos a laudato Vaillantio vulgatos.
4) De nummis monetariorum veterum culpa vitiosis
- De figura telluris, 1743
- Annales compendiarii regum et rerum Syriae, 1744
- Regum veterum numismata rariora, 1753
- Dubia de Minnisari aliorumque Armeniae regum nummis, 1755
- Numismata cimelii austriaci Vindobonensis, 1755 (2 voll.)
- Diplomataria sacra ducatus Styriae (curatore), 1757
- Notitia elementaris numismatum antiquorum illorum quae urbium liberarum regum et principum ac ...,, 1758